# 407
Cette page concerne l'année 407  du calendrier julien. Pour l'année 407 av. J.-C., voir 407 av. J.-C. Pour le nombre 407, voir 407 (nombre). Pour la voiture, voir Peugeot 407.
L'année 407 est une année commune qui commence un mardi.

## Événements
- 1er janvier : invasion générale de la Gaule par les Germains[1]. Stilicon ne peut contenir les infiltrations, facilitées par le gel du Rhin, des Vandales, Suèves, Alains et Burgondes, venus de la vallée de la Tisza et de la Silésie, chassés par les Huns. Les Francs, qui défendaient le secteur, se font rapidement déborder par le nombre. Worms, Mayence, Cologne et les autres places fortes de la frontière sont prises et mises à sac. Quelques-uns des Barbares se fixent sur le Rhin. Les autres ravagent la Gaule pendant deux ans, puis passent en Espagne en 409 (Suèves, Vandales).
  - Mort de Godégisel au combat contre les Francs lors du passage du Rhin[2]. Début du règne de Gondéric roi des Vandales Hasdings[1].
- 11 janvier : Quinquennalia de Théodose II[1].
- Mars, Bretagne : l'usurpateur Gratien est assassiné à son tour sous les coups de ses propres soldats ; Constantin III est déclaré empereur par l'armée[3].
- 1er avril : ouragan à Constantinople[4].
- Printemps : Constantin III quitte la Grande-Bretagne et se propose de libérer la Gaule des Barbares. Il débarque à Boulogne et colmate la frontière avec l’aide des Francs fédérés[5]. Vandales et Suèves sont bloqués dans l’Empire. Les Alamans prennent pied dans le Palatinat et en Alsace, puis en Franche-Comté et en Suisse alémanique.
- Septembre[1] : à Ravenne, Stilicon s’apprête à rejoindre Alaric, nommé magister militum per Illyricum, pour faire la guerre contre l'empire d'Orient en Illyrie, quand il apprend l’usurpation de Constantin III[4].
- Automne : le général goth Sarus est envoyé par Stilicon en Gaule contre l'usurpateur Constantin III. Il défait les troupes de ses généraux Justinianus et Névogastès, puis met le siège devant Valence où se trouve alors Constantin. Mais l'approche de renforts ennemis le contraint à repasser les Alpes et il doit négocier son passage avec les bagaudes des montagnes qui lui barrent la route, en leur cédant une partie de ses équipages[6].
- Hiver : lassé d'attendre en Illyricum, Alaric marche vers Emona entre la Pannonie et le Norique, et réclame des avances ; Stilicon persuade le Sénat de lui donner 4000 livres d'or[1].
- Petronius, préfet des Gaules (Espagne, Gaule, Bretagne), quitte Trèves pour Arles à la suite des invasions de Vandales, Suèves, Burgondes et Alains[7].

## Naissances en 407
- Wendi (en), empereur chinois de la dynastie Song du Sud.

## Décès en 407
- 1er janvier  : Godégisel, roi de la tribu vandales des Hasdings, sur le Rhin.
- 9 août : Martin de Brive, saint chrétien mort en martyr par décapitation à Brive-la-Gaillarde
- 14 septembre : Jean Chrysostome, docteur de l’Église en exil (né en 344 ou 354)[4].
- 14 décembre : Nicaise, évêque de Reims, est massacré par les Vandales sur le parvis de sa cathédrale[8].
- Marie, épouse de l'empereur Honorius et fille de Stilicon[4].